# 比弗頓 (俄勒岡州)
比弗頓（英語：Beaverton）是一座位於美国州份俄勒岡州華盛頓縣的城市。截至2010年美國人口普查，該城市的人口數為8萬9803。這使得它成為該縣的第二大城市，以及俄勒岡州的第六大城市。比佛頓市與希尔斯伯勒皆是華盛頓縣的經濟中心之一，該縣也是Nike等眾多行業、企業的所在地。
2010年，比佛頓市被《Money》雜誌評為全國的小城市中100處「最適合生活的地方」之一。

## 友好城市
- 法國 克吕斯

## 外部連結
- Entry for Beaverton （页面存档备份，存于） from the Oregon Blue Book
- Beaverton Chamber of Commerce （页面存档备份，存于）
- Beaverton Historical Society （页面存档备份，存于）
- 中的“Beaverton”